# 121540 Jamesmarsh
121540 Jamesmarsh è un asteroide della fascia principale. Scoperto nel 1999, presenta un'orbita caratterizzata da un semiasse maggiore pari a 2,7781342 UA e da un'eccentricità di 0,1471549, inclinata di 10,02104° rispetto all'eclittica.